# September

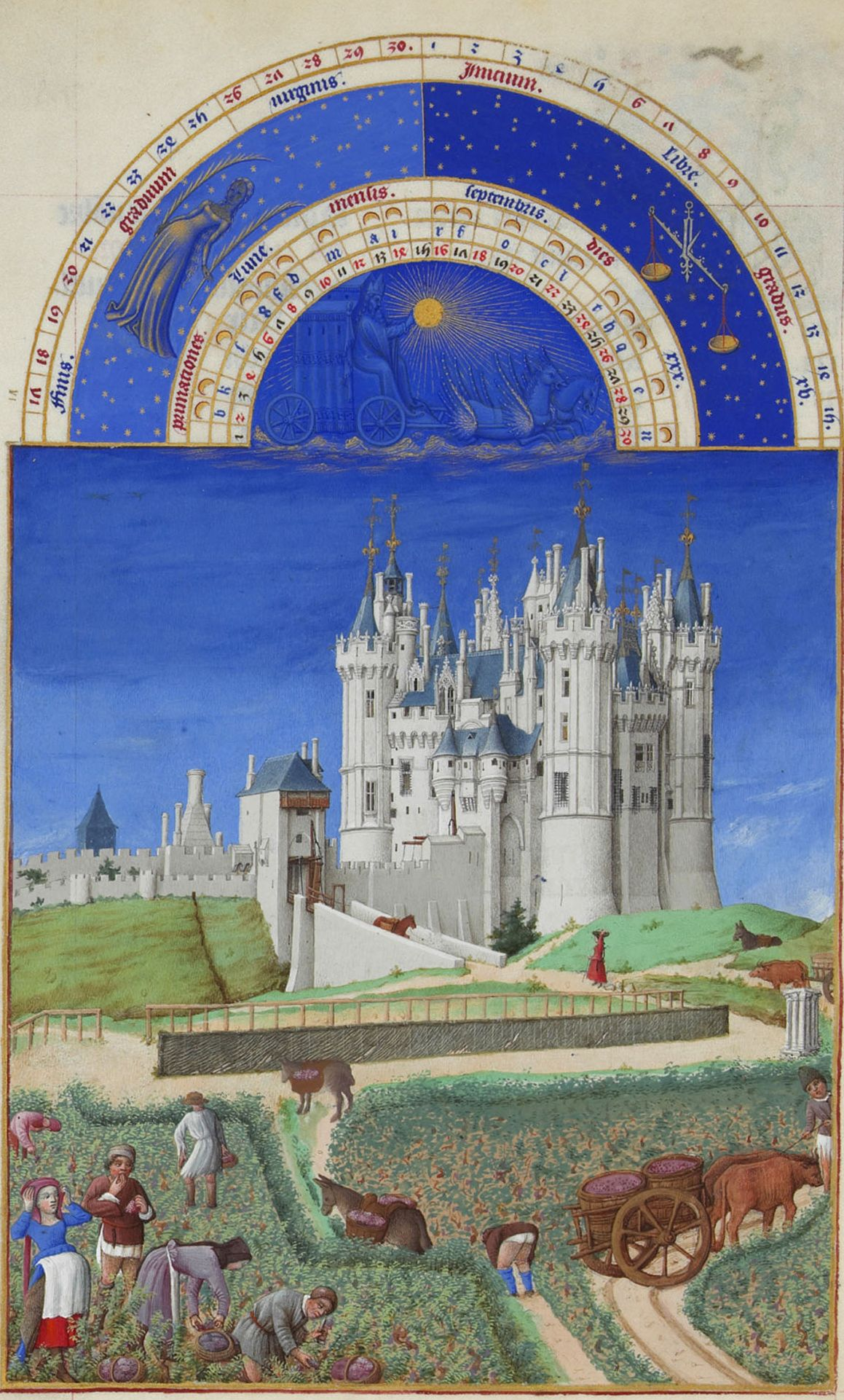
Der Monat September im Stundenbuch des Herzogs von Berry, das Schloss zu Saumur

Der September ist der neunte Monat des Jahres im gregorianischen Kalender und hat 30 Tage.
Am 22. oder 23. September ist die Tagundnachtgleiche: die Sonne steht in der Äquatorebene der Erde und geht an diesem Tag genau im Osten auf und genau im Westen unter. An einem dieser zwei Tage beginnt, astronomisch gesehen, auf der Nordhalbkugel der Herbst bzw. auf der Südhalbkugel der Frühling.
Historische deutsche Namen für den September sind Scheiding, Herbstmond, Herbsting, Holzmonat und Engelmonat.
Im römischen Kalender war der September ursprünglich der siebte Monat (lat. septem = sieben). Im Jahr 153 v. Chr. wurde der Amtsantritt der Konsuln und damit Jahresbeginn allerdings vom 1. März auf den 1. Januar vorverlegt, so dass die Beziehung zwischen Name und Monatszählung verloren ging. Dies wird manchmal bei der Übertragung früher verwendeter lateinischer Datumsangaben („9ber“ und „7ber“) übersehen.
Der September beginnt mit dem gleichen Wochentag wie der Dezember.

## Umbenennungen im römischen Reich
In der römischen Provinz Kleinasien galt der September als erster Monat des Jahres, weil da Kaiser Augustus Geburtstag hatte (Eine kuriose Marginalie der Weltgeschichte: Diese lokale Tradition wurde später im Byzantinischen Reich übernommen und galt auch in Russland bis 1700; erst danach schloss man sich den allgemeinen Regeln für den Jahresbeginn an). Als der Senat vorschlug, den September zu Ehren des Kaisers Tiberius ebenfalls umzubenennen (wie zuvor den Juli nach Julius Caesar und den August nach Augustus), lehnte Tiberius mit der Frage ab, was denn dann mit dem dreizehnten Caesar sei. Als man später vorschlug, der Monat September solle wiederum nach ihm in Tiberius und der Monat Oktober nach seiner Mutter Livia Drusilla in Livius umbenannt werden, lehnte Tiberius erneut ab, um diesmal nicht eine Gleichrangigkeit mit seiner Mutter akzeptieren zu müssen.
Caligula benannte im Jahr 37 den September dann nach seinem Vater in Germanicus um. Damit erreichte der Kaiser, dass sich sein vollständiger Name Gaius Caesar Augustus Germanicus in der Monatsfolge (Gaius)–Julius–Augustus–Germanicus widerspiegelte. Diese vorgetäuschte Ehrung des berühmten Feldherrn hatte freilich nicht Bestand, denn nach Caligulas Tod erhielt der September seinen alten Namen zurück. Zur Regierungszeit Kaiser Domitians wurde der Monat erneut in Germanicus umbenannt, was sich abermals nicht durchsetzte. Zum Regierungsantritt von Antoninus Pius schlug der Senat diesmal eine Umbenennung in Antoninus vor, doch lehnte der Kaiser ab. Unter Commodus hieß hingegen der September Augustus und der August wurde ihm zu Ehren in Commodus umbenannt. Und schließlich wollte 275 der Senat den September in Tacitus umbenennen (Geburtsmonat von Kaiser Tacitus), was sich aber wie all die anderen Umbenennungen nicht durchsetzte.

## Feiertage und Veranstaltungen im September
Feiertage
- In Liechtenstein ist Mariä Geburt am 8. September ein gesetzlicher Feiertag.
- In der deutschsprachigen Schweiz sind der Mauritiustag am 22. September im Kanton Appenzell Innerrhoden und das Bruderklausenfest am 25. September im Kanton Obwalden gesetzliche Feiertage. Im französischsprachigen Kanton Genf ist der Donnerstag nach dem ersten Sonntag im September als Genfer Bettag ebenfalls ein gesetzlicher Feiertag.
- In Österreich ist der einzige Feiertag dieses Monats der regionale Rupertikirtag am 24. September. Er wird zum Gedenken des heiligen Rupert von Salzburg im Land Salzburg gefeiert. Allerdings ist es ein Feiertag nach Landesrecht, der nur Schulen, sowie einige Ämter und Behörden betrifft.
- In Deutschland ist seit 2019 der Weltkindertag am 20. September in Thüringen ein gesetzlicher Feiertag.

Feste und Veranstaltungen
- Der Dürkheimer Wurstmarkt fand im Jahr 1417 erstmals statt und wird heute alljährlich am zweiten und dritten Septemberwochenende gefeiert. Mit über 600.000 Besuchern gilt es als das größte Weinfest der Welt.
- Seit 1993 wird am zweiten September-Sonntag im Rahmen der European Heritage Days der Tag des offenen Denkmals unter dem Leitspruch Geschichte zum Anfassen abgehalten. Weitere spezielle Tage finden sich in der Liste der Gedenk- und Aktionstage.
- In München beginnt traditionsgemäß seit 1872 das Oktoberfest in der zweiten Hälfte des Septembers.

## Klima
Die höchste weltweite Monatsmitteltemperatur für einen Septembermonat wurde im Jahr 2023 verzeichnet.